# Sylvana Tomaselli

Blazonul Conților de St Andrews

Sylvana, Contesă de St Andrews (născută Sylvana Palma Tomaselli, la 28 mai 1957), este soția lui George, Conte de St Andrews, fiul cel mare și moștenitor al Prințului Edward, Duce de Kent.
Lady St Andrews a studiat la Universitatea din Columbia Britanică (UBC), este profesor de istorie politică la St John's College în cadrul Universitatea Cambridge și membră al Royal Historical Society (FRHistS).